# Chrześcijańsko-Demokratyczna Partia Ludowa Szwajcarii
Chrześcijańsko-Demokratyczna Partia Ludowa Szwajcarii, nazywana także Partią Chrześcijańsko-Demokratyczną, niem. Christlich Demokratische Volkspartei (CVP), fr.: Parti Démocrate-Chrétien Suisse (PDC), wł.: Partito Popolare Democratico Svizzero (PPD), retorom.: Partida Cristiandemocratica Svizra (PCD) była szwajcarską partią polityczną i członkiem koalicyjnego gabinetu rządowego.

## Historia
Korzenie partii sięgały jeszcze pierwszej połowy XIX wieku. Jej prekursorami były partie katolickie, tworzące przeciwległy biegun dla partii liberalnych i radykalnych. Odniesienia do chrześcijańskich ideałów znajdowały się już w programach z 1881 i 1912 r. W 1912 roku została założona Katolicko-Konserwatywna Partia Szwajcarii (niem. Katholisch-Konservative Partei der Schweiz). Od 1954 do 1958 r. partia zajmowała trzy z siedmiu miejsc w rządzie. W 1957 r. partia zmieniła nazwę na Konserwatywno-Chrześcijańsko-Społeczną Partię Ludową. Po nowym kursie z początku lat 70. XX wieku partia znajdowała się w centrum szwajcarskiego obozu politycznego.
Na początku lat 90. partia zaczęła tracić konserwatywnych wyborców na rzecz prawicowo-populistycznej Szwajcarskiej Partii Ludowej.
Partia została rozwiązana na poziomie federalnym z dniem 1 stycznia 2021 ze względu na połączenie z Konserwatywno-Demokratyczną Partią Szwajcarii (BDP) tworząc Die Mitte (DM).